# Vataireopsis araroba
Vataireopsis araroba är en ärtväxtart som först beskrevs av Joaquim Macedo de Aguiar, och fick sitt nu gällande namn av Adolpho Ducke. Vataireopsis araroba ingår i släktet Vataireopsis och familjen ärtväxter. Inga underarter finns listade i Catalogue of Life.